# As Neves (pel·lícula)
As Neves és una pel·lícula dramàtica en gallec de 2024, escrita i dirigida per Sonia Méndez. És protagonitzada per Andrea Varela, David Rodríguez Fernández, Antía Mariño i Lucía Veiga, al costat dels debutants Xacobe Bruña Alonso, Irene Rodríguez Vence, Diego Caro, Santi Carmena Rico, Jenny Soto Romarís i Adriana Fernández Pazó. Es va estrenar de forma mundial al Festival de Màlaga el 6 de març de 2024 i va arribar als cinemes el 10 de maig de 2024, amb distribució de Sideral Cinema.

## Trama
As Neves és un poble gallec de muntanya xxxx on tots es coneixen. La nit de carnestoltes un grup d'adolescents celebren una festa i es droguen amb bolets per primera vegada. L'endemà es desperten amb un temporal de neu i la notícia que la Paula, una de les noies de la festa, ha desaparegut. Mentrestant, el poble es queda incomunicat i cau internet.
Cada vegada és més urgent trobar-la. S'inicia una recerca que causarà un profund canvi en les seves vides i en la seva relació amb el món.

## Repartiment
- Andrea Varela com a Erea
- David Rodríguez Fernández com a Manu
- Antía Mariño com a Paula
- Xacobe Bruña Alonso com a Diego
- Irene Rodríguez Vence com a Sabela
- Diego Caro com a Óscar
- Santi Carmena Rico com a Breo
- Jenny Soto Romarís com a Paloma
- Adriana Fernández Pazó com a Bea
- Lucía Veiga com la sergent Portas

## Producció
El 15 de desembre de 2022, es va anunciar que havia començat el rodatge al poble gallec de A Fonsagrada de la pel·lícula As Neves, dirigida per Sonia Méndez en el seu primer llargmetratge de ficció. El gener de 2023, la pel·lícula ja havia arribat a la fase final del rodatge. El músic britànic Andy Bell, anteriorment baixista d'Oasis, va compondre la banda sonora per a la pel·lícula.
Encara que el pressupost total de la cinta es desconeix, el llargmetratge va rebre 302.892 euros procedents de les ajudes generals de l'ICAA, així com dos imports en ajudes de la Xunta de Galicia de 18.200 euros per a la fase de desenvolupament en 2019 i de 260.000 euros per al rodatge en 2022.

## Estrena i màrqueting
El febrer de 2024, es va anunciar que As Neves s'estrenaria al Festival de Màlaga el 6 de març de 2024, i Sideral Cinema va programar la seva estrena en cinemes per al 10 de maig de 2024. El 18 d'abril de 2024, van llançar el tràiler final de la pel·lícula.